# Rico (Colorado)
Rico è un centro abitato (town) degli Stati Uniti d'America, situato nella contea di Dolores dello Stato del Colorado. Nel censimento del 2000 la popolazione era di 205 abitanti, saliti a 265 secondo il censimento del 2010.
Rico è un nome derivato dallo spagnolo che significa ricco.

## Geografia fisica
Secondo i rilevamenti dell'United States Census Bureau, Rico si estende su una superficie di 1,96 km² (0,76 mi²).